# Klobiodon
Klobiodon (il cui nome significa "denti a piccola gabbia") è un genere estinto di pterosauro rhamphorhynchide vissuto nel Giurassico medio, circa 166 milioni di anni fa (Calloviano), in quelli che oggi sono i Calcari di Taynton ad Oxfordshire, Inghilterra. Il genere contiene una singola specie, ossia K. rochei.

## Descrizione
Klobiodon è un piccolo pterosauro ramphorhynchide conosciuto da esemplari scarsi e frammentari, il più completo dei quali, una porzione di mandibola, è lungo circa 14 centimetri (5 1/2 pollici), sebbene sia privo della sua parte anteriore e posteriore, con il quale in vita sarebbe stato lungo 18 centimetri (7 pollici). I margini superiori ed inferiori della mandibola sono più o meno paralleli e l'estremità distale è rivolta verso il basso. Nella parte distale della mascella erano presenti quattro paia di denti simili a zanne. I denti erano lunghi e conici, leggermente ricurvi, notevolmente distanziati tra di loro. Non si conosce molto altro del cranio dell'animale, ma i ramphorhynchidi hanno generalmente una dentatura ad incastro che intrappolava i pesci di cui si nutrivano.
Dal confronto con altri ramphorhynchidi, si stima che Klobiodon fosse uno degli pterosauri più grandi del suo tempo, con un'apertura alare di circa 1,70-2 metri (5,5-6,5 piedi).

## Classificazione
Klobiodon fu collocato all'interno della famiglia Rhamphorhynchidae, nel 2018. In diversi punti dell'articolo descrittivo, viene suggerita una posizione all'interno della sottofamiglia Rhamphorhynchinae, ma gli autori alla fine stabiliscono che potrebbe anche essere un membro di Scaphognathinae, concludendo: "Klobiodon rochei è qui conservativamente identificato come un membro di Rhamphorhynchidae piuttosto che assegnato a uno dei due sottogruppi".

## Storia della scoperta
Il Grande Gruppo Oolite, risalente al Giurassico medio, nel centro-sud dell'Inghilterra, fu uno dei primi luoghi al di fuori della Germania in cui vennero rinvenuti fossili di pterosauro, sebbene fossero isolati e frammentari. Questi primi fossili vennero scoperti nel XIX secolo e provenivano dalle ardesie di Stonesfield, una fonte di calcari facilmente separabili, usati per la produzione di piastrelle sin dal Medioevo. Inizialmente, molti di questi esemplari fossili vennero classificati come specie aggiuntive dei generi tedeschi Pterodactylus e Rhamphorhynchus, all'epoca una pratica comune. Nel 1880, Harry Govier Seeley nominò un nuovo genere e specie, Ramphocephalus prestwichi, sulla base di un cranio parziale la cui anatomia complessiva era simile a quella dei coccodrilli, ma distinguibili da quest'ultimi per via delle sottili pareti ossee. In seguito, tutti gli esemplari fossili di pterosauro rinvenuti nel Grande Gruppo Oolite, vennero assegnati al genere Ramphocephalus che finì per ospitare un gran numero di specie durante il XX secolo. Nel 2018, un nuovo studio sugli pterosauri delle ardesie di Stonesfield, condotta da Michael O'Sullivan e Dave Martill, ha evidenziato che l'esemplare originale di Ramphocephalus prestwichi non solo aveva un'anatomia simili a quella di un coccodrillo, ma era in realtà un coccodrillo e non uno pterosauro. I loro studi hanno anche dimostrato che gli esemplari assegnati a diverse specie di Ramphocephalus erano effettivamente pterosauri, sebbene la maggior parte di essi non fosse diagnosticabile oltre la famiglia. Tuttavia, sono stati rinvenuti due esemplari diagnostici su cui hanno basato la specie Klobiodon rochei.
L'olotipo di Klobiodon rochei, NHMUK PV OR 47991, fu menzionato per la prima volta da George Robert Waterhouse (1878) come parte della collezione del Museo di Storia Naturale di Londra, che identificò l'esemplare come Pterodactylus raptor, un nome preso un manoscritto inedito di Richard Owen. L'esemplare era stato donato da Robert Marsham. Richard Lydekker (1888) riclassificò l'esemplare come Rhamphorhynchus depressirostris (elencato da lui come Rhamphocephalus depressirostris). Nella loro revisione dei resti di pterosauro del Grande Gruppo Oolite Group, O'Sullivan e Martill (2018) hanno dichiarato che Rhamphorhynchus depressirostris sarebbe un nomen dubium, o uno Scaphognathinae indeterminato, coniando Klobiodon rochei per NHMUK PV O 47991. Un secondo campione, OUM J.28410, è stato riferito alla specie ma solo provvisoriamente poiché manca dei denti diagnostici della specie.
La specie tipo del genere Klobiodon è K. rochei. Il nome generico, Klobiodon, significa "denti a piccola gabbia", dal greco antico κλωβίον/klobion ossia "piccola gabbia", e ὀδών/odon ossia "dente", in riferimento ai grandi denti anteriori che sembrano formare una piccola gabbia adatta ad afferrare ed intrappolare i pesci, mentre il nome specifico, rochei, fa riferimento all'artista e fumettista Nick Roche, la cui arte a spesso raffigurato dinosauri anatomicamente accurati.

## Paleoecologia
All'epoca in cui visse Klobiodon, circa 167 milioni di anni fa, l'Inghilterra centrale si trovava sotto un mare tropicale poco profondo, circondato da numerose isole nel Galles, nella Cornovaglia e nell'Inghilterra sudorientale. L'habitat in cui viveva Klobiodon sarebbe stato simile a quello delle moderne Florida e Bahamas. Klobiodon viveva al fianco di molti altri pterosauri non diagnostici per genere o specie, fra cui diversi rhamphorynchini e scaphognathini, e forse i primi esemplari di monofenestrati e pterodactyloidi.